# Kobuleti (gmina)
Gmina Kobuleti (gruz. ქობულეთის მუნიციპალიტეტი) – jednostka administracyjna adżarskiej republiki autonomicznej w Gruzji. Siedzibą gminy jest miasto Kobuleti. 

## Położenie
Gmina położona jest w północno-zachodniej części Adżarii.

## Ludność
Na podstawie danych statystycznych z 2024 roku gminę Kobuleti zamieszkuje 68 100 osób. 